# Eugène de Dietrich

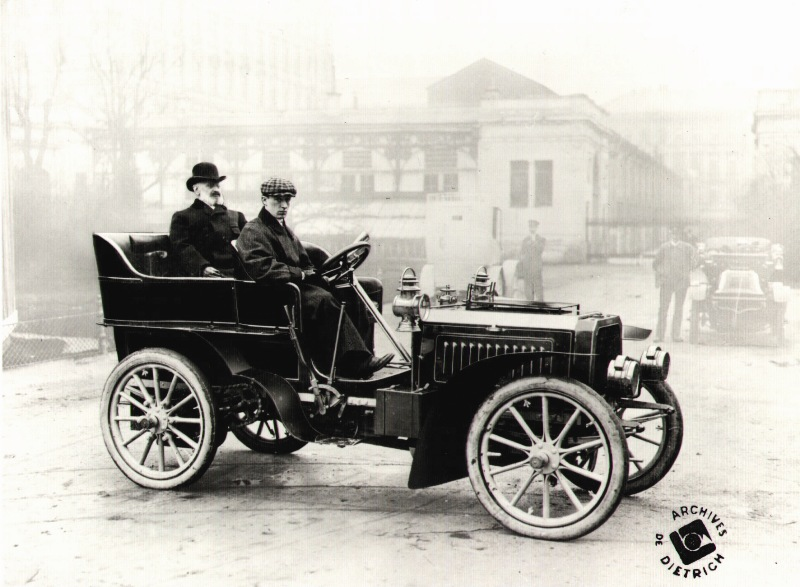
Eugène de Dietrich auf dem Rücksitz eines in seiner Fabrik erbauten Automobils (1902), am Steuer Ettore Bugatti

Eugène Dominique de Dietrich (deutsch: Eugen Baron von Dietrich; * 9. Oktober 1844 in Niederbronn; † 28. Januar 1918 ebenda) war Industrieller und Mitglied des Deutschen Reichstags.

## Leben
Eugène de Dietrich entstammte der protestantischen Industriellen-Dynastie de Dietrich im Elsass. Er besuchte das Gymnasium in Straßburg, das Polytechnikum in Karlsruhe und die Forstakademie in Tharandt. Während seiner Studienzeit trat er im Jahr 1864 der Studentenverbindung Corps Bavaria Karlsruhe bei.
Eugène gründete 1897 die Automobilfirma De Dietrich. 1901 schloss er einen Vertrag mit dem Konstrukteur Ettore Bugatti, um modernere Modelle nach dessen Entwürfen zu fertigen. Diese Modelle werden auch De Dietrich-Bugatti genannt. Ebenfalls 1901 war er einer der Mitgründer des Vereins Deutscher Motorfahrzeug-Industrieller.
Von 1881 bis 1893 war er Mitglied des Deutschen Reichstags für den Wahlkreis Reichsland Elsaß-Lothringen 10 (Hagenau, Weißenburg) und die Elsässische Protestpartei.